# Urban Air

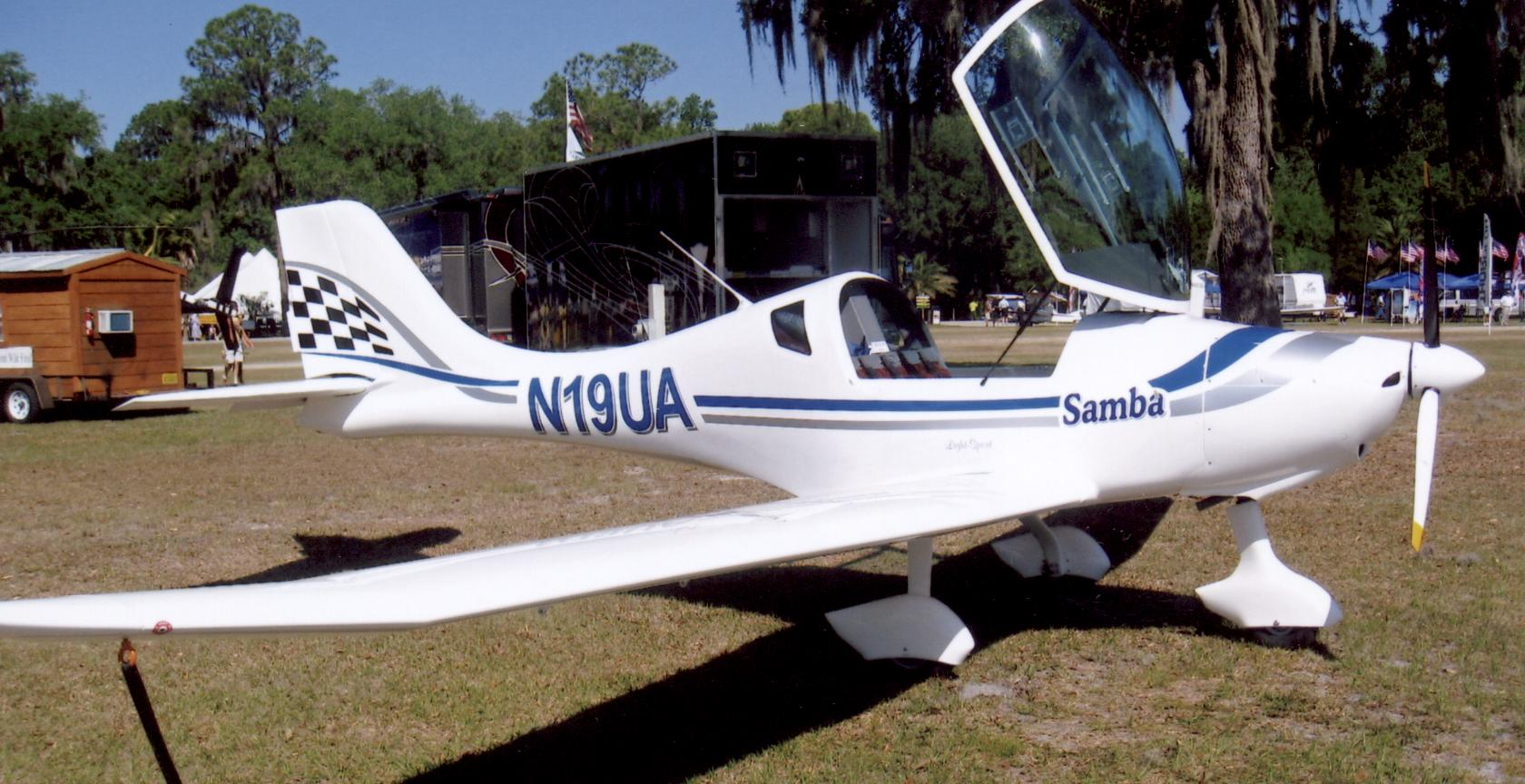
Urban Air Samba XXL

Urban Air (voluit Urban Air s.r.o.) is een Tsjechische vliegtuigbouwer uit Ústí nad Orlicí. Urban Air is 1998 opgericht door een groep van 5 mensen. Het bedrijf werd opgericht na het succesvol ontwerpen en testen van hun eerste vliegtuig de Lambada. Dit gebeurde in samenwerking met Schempp-Hirth, een Duits bedrijf dat onder andere het Discus zweefvliegtuig bouwt. Urban Air heeft zich gespecialiseerd in de bouw van Ultralight en lichte sportvliegtuigen gebouwd uit composiet materiaal.

## Lijst van vliegtuigen
- Urban Air Lambada
- Urban Air Samba XXL